# Нітроцементація
Нітроцемента́ція або га́зове ціанува́ння сталей — різновид хіміко-термічної обробки, який полягає в одночасному дифузійному насиченні поверхневих шарів сталі атомарним вуглецем та азотом в газовому середовищі при високих температурах, що підвищує твердість, стійкість проти спрацювання, витривалість і корозійну стійкість виробів. Товщина дифузійного шару може становити 0,25–1,5 мм.

## Технологічні параметри процесу
Нітроцементацію проводять у суміші навуглецьовувального газу й аміаку при температурах 700–930 °C протягом від 2 до 15 год. Одночасне насичення сталі вуглецем та азотом дозволяє скоротити тривалість дифузійної обробки, порівняно з цементацією та азотуванням, внаслідок прискорення дифузії вуглецю. Розрізняють нітроцементацію низькотемпературну (при температурі 700–750 °C) і високотемпературну (840–930 °C).
Проводиться переважно в шахтних або муфельних печах, до ендотермічного (з поглинанням тепла) середовища яких додають природний газ (5–10 %) та аміак (3–10 %).
При низькотемпературній нітроцементації в інтервалі від 700–750 °C та високому азотному потенціалі атмосфери на поверхні виробу утворюється ε-фаза з формулою Fe2-3(N, С), під нею розташовується аустеніт, збагачений азотом, який при гартуванні частково перетворюється у мартенсит. Такий процес застосовують для отримання тонких зміцнених шарів товщиною від 0,1 до 0,15 мм при виготовленні виробів, схильних до жолоблення.
Найчастіше процес нітроцементації проводять в інтервалі температур від 840 до 860 °С. У цьому випадку шар нітридів відсутній.
Після нітроцементації деталі гартують в оливі та, для зменшення деформацій, піддають низькотемпературному відпуску в оливі, при 180–200 °C. В разі наявності великої кількості залишкового аустеніту деталі після гартування обробляють холодом.
| Температура, °С | Нітроцементація | Нітроцементація | Цементація     | Цементація                       |
| --------------- | --------------- | --------------- | -------------- | -------------------------------- |
| Температура, °С | DN·10−11, м²/c  | DC·10−11, м²/c  | DC·10−11, м²/c | DC нітроцементації/DC цементації |
| 850             | 0,3             | 0,38            | 0,17           | 2,24                             |
| 900             | 0,6             | 0,75            | 0,38           | 1,97                             |
| 950             | 1,08            | 1,17            | 0,87           | 1,38                             |

## Переваги
Порівняно з цементацією нітроцементація має такі переваги:
- низька температура процесу та скорочений на 50–60 % виробничий цикл;
- менші деформації і жолоблення виробів, а також зерна сталей;
- підвищені корозійна та зносостійкість деталей;
- відносно низька вартість та вища екологічна безпека.

## Використання
Нітроцементація підвищує твердість, стійкість проти зношування та витривалість матеріалів, а іноді і їхню корозійну стійкість, збільшуючи тим самим довговічність та надійність деталей машин. Нітроцементація знайшла широке застосування в автомобільній промисловості для поверхневого оброблення зубчастих коліс і валів.